# نوساتي
نوساتي (باللهجة الميلانية: نوسا) هي بلدية تقع في مقاطعة ميلانو ضمن إقليم لومبارديا الإيطالي، وتبعد حوالي 35 كيلومترًا شمال غرب ميلانو. واعتبارًا من 31 ديسمبر 2004، كان يبلغ عدد سكانها 649 نسمة، وتبلغ مساحتها 5.0 كيلومترات مربعة.
تحد نوساتي البلديات التالية: لوناتي بوتسولو، بيلينزاغو نوفاريزي، كاستانو بريمو، وكاميري. بالإضافة إلى نوساتي، تضم البلدية ثلاث قرى: كاشينا ديل بونتي دي كاستانو، كاشينا بونتي دي كاستانو، وكاسي سبارسي. وتوجد كنيسة سانتا ماريا في بيندا التي تعود إلى القرن الثامن ضمن حدود البلدية.

## التطور الديموغرافي
يوضح الشكل البياني التالي، ازدياد اعداد السكان من (1861-2001).